# VTV7
VTV7 là kênh truyền hình giáo dục - thiếu nhi và thể thao tổng hợp của Đài Truyền hình Việt Nam, với mục đích dạy học, phổ biến và nâng cao kiến thức cho học sinh, sinh viên, trẻ em và mọi đối tượng trên toàn quốc. VTV7 là sản phẩm của sự hợp tác giữa Ban Chuyên đề - Khoa giáo của Đài Truyền hình Việt Nam với Bộ Giáo dục và Đào tạo, cùng các đối tác là Hệ thống Phát thanh Giáo dục Hàn Quốc (EBS) của Hàn Quốc và NHK của Nhật Bản.
Kênh VTV7 được phát sóng thử nghiệm từ 11:30 ngày 20 tháng 11 năm 2015 trên hệ thống của Truyền hình cáp Việt Nam (VTVCab), trong giai đoạn phát sóng thử nghiệm, kênh VTV7 chỉ phát trailer các chương trình của kênh VTV7 cho đến ngày 31 tháng 12 năm 2015. Vào lúc 06:00 ngày 1 tháng 1 năm 2016, kênh truyền hình Giáo dục quốc gia VTV7 chính thức lên sóng với thời lượng từ 06:00 - 24:00 hằng ngày (18/24h).
Vào ngày 15 tháng 6 năm 2025, VTV7 lần đầu tiên phát sóng trực tiếp một sự kiện thể thao với việc tường thuật trực tiếp một trận đấu trong khuôn khổ giải V.League 1. Kể từ đó, một số chương trình trực tiếp các giải đấu thể thao đã được lựa chọn để phát sóng trên kênh này.

## Hạ tầng phát sóng
- Truyền hình số mặt đất DVB-T2: Độ nét tiêu chuẩn và độ nét cao.
- Truyền hình cáp Việt Nam: Độ nét cao.
- Truyền hình số vệ tinh VTC: Độ nét tiêu chuẩn.
- Truyền hình cáp Hà Nội: Độ nét cao.
- Truyền hình cáp Saigontourist: Độ nét cao.
- Truyền hình số vệ tinh K+: Độ nét tiêu chuẩn.
- Truyền hình số vệ tinh AVG: Độ nét tiêu chuẩn.
- Ứng dụng VTV Go: Độ nét cao.
- Truyền hình FPT Play: Độ nét cao.[7]
- Truyền hình MyTV: Độ nét cao.
- Truyền hình TV360: Độ nét cao.

## Khẩu hiệu
- 20 tháng 11 năm 2015 - 1 tháng 2 năm 2020: Vì một xã hội học tập.
- 1 tháng 2 năm 2020 - nay: Vì một trường học hạnh phúc.

## Thời lượng phát sóng
- 20 tháng 11 năm 2015 - 31 tháng 12 năm 2015 (thử nghiệm): 11:30 - 24:00 hàng ngày.
- 1 tháng 1 năm 2016 - nay: 06:00 - 24:00 hàng ngày.

## Tranh cãi

### Sai hình ảnh minh họa
Ngay trong ngày phát sóng chính thức đầu tiên, chương trình Học lịch sử thật tuyệt đã dùng quả cà chua minh họa cho cây trồng thời kỳ Văn Lang. Trên thực tế, cà chua có nguồn gốc Trung Mỹ và Nam Mỹ và chỉ được đưa vào Việt Nam từ thời Pháp thuộc. VTV sau đó đã xác nhận về sự cố này và sửa lại thông tin chính xác là "cà pháo". Nguyên nhân của sự cố, theo VTV, là do sơ suất trong quá trình trao đổi thông tin giữa người làm nội dung và người thiết kế đồ họa.